# Euglena
Euglena és un gènere d'euglenòfits de la família dels euglènids. Són unicel·lulars amb un o més flagels; un flagel llarg sobresurt del reservori amb mastigonemes en una fila, amb un engruiximent en l'extrem proximal. També pot aparèixer un flagel curt que es fusiona amb la base del flagel llarg. Presenta nombrosos cloroplasts en forma de lent o aplanats, cada un amb un pirenoide. També tenen un estigma o taca ocular amb lutenina, β-carotè i criptoxantina localitzats en diverses vesícules membranoses pròximes al marge del reservori.
El nucli d'Euglena és gran, essent la divisió nuclear interna, sense trencament de l'embolcall nuclear (mitosi tancada), els microtúbuls es formen dins del nucli, encara que no es formi un típic fus acromàtic.
Presenta una invaginació anterior (bossa flagelar, on s'inserten els flagels. Associat al mastigonema s'observa la taca ocular que actua com un filtre de la llum, abans d'arribar a la protuberància flagelar. Un gran vacúol descarrega el seu contingut a la bossa flagelar. La bossa flagelar pot intervenir en la nutrició mitjançant fagocitosi o pinocitosi en espècies sense citosoma.
Forma part del fitoplàncton. Apareix en grans quantitats en aigües dolces.

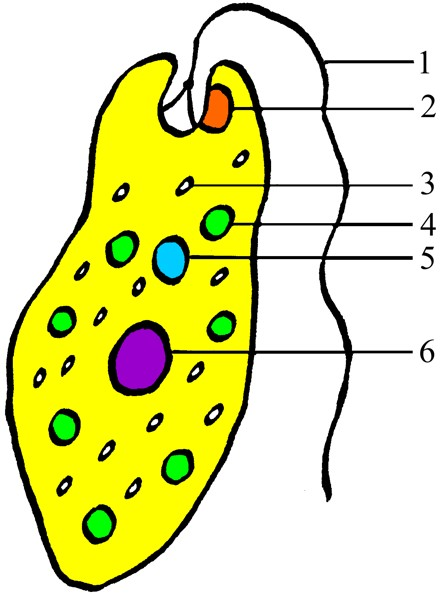
Euglena
(1) Flagel
(2)Taca ocular (estigma)
(3) Midó
(4) Cloroplast
(5) Vacúol
(6) Nucli cel·lular

## Filogènia i classificació recent

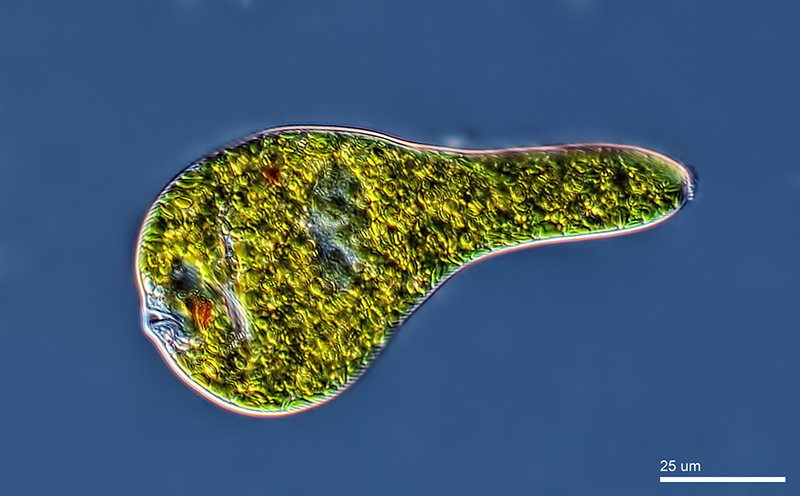
Euglena sp. (cliqueu per engrandir)

L'any 1881, Georg Klebs va fer una distinció taxonòmica entre els organismes flagel·lats verds i els incolors, separant els eugleonides fotosintètics dels que vivien per fagotrofia. Els euglenoides verds flexibles generalment es van assignar al gènere Euglena.
Ja l'any 1935, es va reconèixer que aquest era un agrupament artificial, encar que fos convenient. El 1948, Pringsheim va proposar una classificació de compromís, ubicant els euglenoides saprotròfics incolors dins el gènere Astasia
A la dècada de 1950 es va abandonar la classificació segons la forma de nutrició i es va passar a prestar atenció al nombre i tipus de flagels. El 1994, les anàlisis genètiques de l'euglenoide no fotosintètic Astasia longa confirmaren que els seus ancestres havien tingut cloroplasts funcionals.
Més tard es va trobar que Euglena viridis era genèticament proper a Khawkinea quartana més que no pas a altres espècies d'Euglena estudiades.
Es va reconèixer la naturalesa polifilètica del gènere Euglena.